# Касанези (Ђенова)
Касанези је насеље у Италији у округу Ђенова, региону Лигурија.
Према процени из 2011. у насељу је живело 149 становника. Насеље се налази на надморској висини од 282 м.